# 모하메드 아부트리카
모하메드 아부트리카(아랍어: محمد أبو تريكة‎, 1978년 11월 7일 ~ )는 선수 시절 공격수로 활약한 이집트의 은퇴한 축구 선수이다. 아프리카 축구 연맹이 선정한 아프리카에서 뛰는 올해의 아프리카 선수에 4회 선정되었으며, BBC 선정 아프리카 올해의 선수에 1회 선정되었다.
2016년 국제축구역사통계연맹이 1차로 발표한 세계 축구 레전드 명단에 포함되었다.

## 축구인 경력

### 클럽 경력
테르사나를 거쳐 2004년 1월 이집트의 명문 클럽 알아흘리로 이적하였다. 2005-06 시즌엔 리그 득점왕에 올랐으며, 동시에 2006 CAF 챔피언스리그와 2006 FIFA 클럽 월드컵에서도 득점왕을 차지하였다. 이후 2013년 12월 은퇴를 선언할 때까지 알아흘리와 함께 8회의 리그 우승과 5회의 챔피언스리그 우승을 차지하였다.

### 국가대표 경력
이집트 대표팀 소속으로 A매치 100경기에 출전하여 38골을 기록하였고, 2회의 아프리카 네이션스컵 우승을 차지하였다. 2012년 하계 올림픽 축구 남자 부문에서는 와일드 카드로 출전하였다.

## 같이 보기
- A매치 100경기 이상 출전한 축구 선수 명단